# Trichosanthes quinquangulata
Trichosanthes quinquangulata är en gurkväxtart som beskrevs av Asa Gray. Trichosanthes quinquangulata ingår i släktet Trichosanthes och familjen gurkväxter. Inga underarter finns listade i Catalogue of Life.